# Micraeschus rufipallens
Micraeschus rufipallens là một loài bướm đêm trong họ Noctuidae.